# Конвой №6202 (червень)
Конвой № 6202 (червень) — японський конвой часів Другої світової війни, проведення якого відбувалось у червні 1943-го.
Вихідним пунктом конвою був атол Кваджелейн, на якому була головна японська база на Маршаллових островах. Пунктом призначення став атол Трук у центральній частині Каролінських островів, де ще до війни створили головну базу японського ВМФ у Океанії, звідки до лютого 1944-го провадились операції в цілому ряді архіпелагів.
До складу конвою увійшли транспорти «Кітакамі-Мару» та «Фукуяма-Мару», тоді як охорону забезпечував есмінець «Юдзукі».
20 червня 1943-го загін полишив Кваджелейн та попрямував на захід. Хоча поблизу вихідного та, особливо, кінцевого пунктів маршруту традиційно діяли американські підводні човни, проходження конвою № 6202 пройшло без інцидентів і 25 червня він прибув на Трук.